# Зурна
Зурна́ (сурна, сурнай, азерб. и тур. zurna, курд. zirne, тал. zyrno, арм. զուռնա, Шаблон:Lang-axm, греч. ζουρνάς, узб. сурнай, surnay, каз. сырнай, syrnai, чув. сӑрнай, перс. سرنای сорнай, سورنای, сурнай‎, карач.-балк. сарнай, сырыйна, ног. сарнай, серб. и макед. зурла, кирг. сурнай) — язычковый деревянный духовой музыкальный инструмент с двойной тростью, распространённый на Ближнем и Среднем Востоке, Индии, Средней Азии, Малой Азии, Кавказе, Балканах.
Представляет собой деревянную трубку с раструбом и несколькими (обычно 8—9) отверстиями (одно из которых находится на противоположной остальным стороне). Зурна находится в близком родстве с гобоем (имеет такую же двойную трость) и считается одним из его предшественников.
Диапазон зурны — около полутора октав диатонического или хроматического звукоряда, тембр яркий и пронзительный.
Музыкант, играющий на зурне, называется зурначи́ (слово не склоняется). Широко распространён инструментальный ансамбль трёх музыкантов, в котором один зурначи — уста́ играет мелодию, другой вторит ему долгими протяжными звуками на главных ступенях лада, а третий музыкант выбивает сложную, разнообразно варьируемую ритмическую основу на ударном инструменте — дхоле(доли), нагаре или давуле. Из-за громкого резкого звучания зурну в основном применяют на открытом воздухе, тогда как в закрытых помещениях используют балабан (дудук).

## Этимология
Специалист в области музыкальной этнографии Лоуренс Пикен из Оксфордского университета полагал, что зурна происходит от персидского " سرنای " (surnāy), состоящего из " سور " (sūr), что означает «пир, пир», и نای (nāy), что означает «тростник, трубка».
На самом деле существуют гораздо более древние источники, уводящие нас во времена Хеттского царства, где прослеживалось слово zuṙna. Этот термин также встречается в лувийских иероглифах как śurna и был предложен как возможное заимствование из хеттского или лувийского в армянский язык, где арм. զուռնա (zuṙna) сравнивается с лувийским zurni («рог»).

## История
Множество разновидностей зурны нашли большое распространение у народов Среднего Востока, Кавказа и Китая. В одном из древнейших мест пребывания человека, на территории Мингечевира во время археологических раскопок были обнаружены 4 экземпляра зурны, изготовленных из рогов оленя. Считается, что эти инструменты были изготовлены 3 тысячи лет назад.
Инструмент был известен и на Руси под названием «сурна». Первое упоминание относится к XIII веку и содержится в Никоновской летописи. По словам Михневича, на Руси зурна представляла собой длинную трубу с нижним концом, загнутым трояко. Зурначи состояли при русском царском дворе. Так, «сурначей» упомянут в грамоте царя Бориса от 1601 года дает такое перечисление рядом с «трубниками» («Акты исторические», II, № 20).
Саид-афанди Чиркейский в «Истории пророков» сообщает, что в Раю Иблис играл на зурне, чтобы привлечь внимание Адама.

## Описание
Зурна в основном вытачивается из древесины абрикоса, ореха или тутового дерева. Ствол инструмента, имея на верхнем конце диаметр в 20 мм, книзу расширяется до 60-65 мм в диаметре. Общая длина инструмента — 302—317 мм.
На лицевой стороне ствола просверливаются 7 отверстий, а на тыльной — одно. В верхний конец ствола вставляется втулка («маша») длиной 120 мм, вытачиваемая из дикорастущей ивы, ореха или абрикоса. Назначение втулки в том, чтобы регулировать настройку пластины. Мундштук, изготовленный особым способом из камыша, произраставшего в сухом месте, имеет в длину 7-10 мм. Чтобы извлечь звук из инструмента, исполнитель, набирая воздух в полость рта, выдувает его соответствующим образом через этот мундштук.
Диапазон зурны охватывает звуки от «си бемоль» малой октавы до «до» третьей октавы; при мастерстве исполнителя этот диапазон можно расширить ещё на несколько звуков. Эти звуки в среде исполнителей именуют как «сефир сесляр».
Зурна главным образом используется для исполнения образцов фольклорной музыки во время народных празднеств на открытом воздухе. В истории существовали такие разновидности этого инструмента, как «гара зурна», «араби зурна», «джура зурна», «аджеми зурна», «габа зурна», «шехаби зурна». Зурна, как правило, входит в состав ансамблей духовых инструментов. В качестве же солирующего инструмента зурна в составе ансамблей или оркестров используется для исполнения некоторых танцевальных мелодий, в том числе «джанги» и других музыкальных образцов.

## Галерея
- Алжирский музыкант играет на зурне
- Разнообразие зурн из Музея греческих народных музыкальных инструментов
- Карна — один из древних персидских музыкальных инструментов, VI в. до н. э., Музей Персеполя
- Азербайджанские народные инструменты, в том числе и зурна на почтовой марке СССР
- Зурна из дерева гренадиллы, язык (dil) из черного дерева и (слева направо) тростника (kamış), обрезанного и сожжённого тростника и тростника, прикреплённого к трубе (бору)
- Собранная и готовая к игре зурна
- Зурна в группе женщин-музыкантов, османская миниатюра 1720 года, Топкапы
- Хадживат с зурной и Карагёз с давулом
- Мехтерхане, изображение 1839 года, задний центральный ряд играет на давуле, задний правый ряд играет на зурне. Игрок в красной одежде с зурной в круге — один из двух дирижёров.
- Алжирская зурна на свадьбе у кабилов
- Зурна в пустыне
- Цыгане играют на зурнах и на давулах
- Игроки на зурне в мехтерхане (участники, которые одеты в темно-синий костюм впереди)
- Македонская зурна
- Сурнай на марке Кыргызстана
- Зурна